# アレックス・トーレス
アレクサンデル・ヘスス・トーレス・マトス（Alexander Jesus Torres Matos, 1987年12月8日 - ）は、ベネズエラのカラボボ州バレンシア出身の元プロ野球選手（投手）。左投左打。

## 経歴

### プロ入りとエンゼルス傘下時代
2005年にアマチュア・フリーエージェントとしてロサンゼルス・エンゼルス・オブ・アナハイムと契約してプロ入り。

### レイズ時代
2009年8月にスコット・カズミアーとのトレードでショーン・ロドリゲス、マシュー・スウィーニーと共にタンパベイ・レイズに移籍した。
2010年はAA級モンゴメリー・ビスケッツで11勝6敗、防御率3.27を記録し、レイズのプロスペクトランキングで第6位にランクインした。オフには、ベネズエラのウィンターリーグで、リーグ新記録にあと1つと迫る9者連続奪三振を達成した。
2011年7月18日のニューヨーク・ヤンキース戦でメジャーデビュー。この1試合の登板のみで、一旦AAA級ダーラム・ブルズへ降格したが、9月のロースター拡大に伴って再昇格すると、9月24日のトロント・ブルージェイズ戦で2番手として5イニングを無失点に抑え、メジャー初勝利を挙げた。
2013年開幕前の3月に第3回WBCのベネズエラ代表に選出された。

### パドレス時代
2014年1月22日にブラッド・ボックスバーガー、ローガン・フォーサイスら5選手とのトレードで、ジェシー・ハンと共にサンディエゴ・パドレスへ移籍した。3月3日にパドレスと1年契約に合意した。6月21日のロサンゼルス・ドジャース戦では、打球直撃時の衝撃を和らげることができるヘルメット型の帽子を被って登板し、この年より導入されたその帽子を初めて使用した投手となった。

### メッツ時代
2015年3月30日にコーリー・マゾーニ、後日発表選手とのトレードで、ニューヨーク・メッツへ移籍した。8月5日にエリック・オフラハティの加入に伴ってDFAとなった。11月6日に自由契約となり、オフはベネズエラのウィンターリーグでプレーした。

### ブレーブス傘下時代
2016年1月7日、アトランタ・ブレーブスとマイナー契約を結び、同年のスプリングトレーニングに招待選手として参加することになった。

### BCリーグ・群馬時代
2017年3月28日、日本の独立リーグであるベースボール・チャレンジ・リーグ（BCリーグ）の群馬ダイヤモンドペガサスに入団することが発表された。2017年シーズンは25試合に登板して9勝2敗5セーブ、防御率1.87の成績を挙げ、リーグの後期MVPに選出された。ポストシーズンは、福島ホープスと対戦した地区チャンピオンシップで1勝（この勝利で群馬は地区優勝）、信濃グランセローズと対戦したリーグチャンピオンシップでは1勝1敗だった（群馬は敗退）。
2018年は15勝4敗、防御率3.55、190奪三振の成績で、最多勝と最多奪三振の2冠を獲得した。ポストシーズンは、まず福島と対戦した地区チャンピオンシップに先発、9回を15奪三振無失点であった（この試合に引き分けて群馬は地区優勝）。福井ミラクルエレファンツと対戦したリーグチャンピオンシップでは第2戦と第4戦にいずれも完投勝利を挙げ、第4戦では胴上げ投手となった。香川オリーブガイナーズと対戦したグランドチャンピオンシップでは2試合に先発、1完封（この試合では17奪三振を記録）を含む2勝を挙げて、シリーズMVPに選ばれた。さらに、グランドチャンピオンシップ終了後の10月29日に、リーグのシーズンMVP（投手部門）にも選出されている。
2019年6月25日、対茨城アストロプラネッツ戦において、リーグ6人目となるノーヒットノーランを達成した。2019年は2年連続となる最多奪三振を獲得する。2019年シーズン終了後、群馬を退団（自由契約）することが発表された。

### 群馬退団後
2020年1月16日、メキシカンリーグのキンタナロー・タイガースに入団することが発表された。しかし、試合に出場することなく4月6日に退団となった。

## 投球スタイル
小柄な体格ながら、90マイル台前半で動きのある速球（フォーシーム、ツーシーム、カッター）と、投球全体の約3割を占めるチェンジアップ、変化の鋭いカーブ、スライダー、さらにはシンカーも投げる。変化球の制球が平均レベルより高めなのに対して、速球系の制球がかなり悪く、生命線のチェンジアップのストライク率が70％以上なのに対して、フォーシームのストライク率は50％を下回ることもあった。
チェンジアップと並んで武器とするのが、球威であり、四球を乱発する代わりに、被弾を許すことがほとんどなく、同時に被安打も比較的少ない。
また、シンカーは、2013年の基本球種としているが、他のシーズンでは投げていない。

## 詳細情報

### 年度別投球成績
| 年 度    | 球 団    | 登 板 | 先 発 | 完 投 | 完 封 | 無 四 球 | 勝 利 | 敗 戦 | セ 丨 ブ | ホ 丨 ル ド | 勝 率 | 打 者 | 投 球 回 | 被 安 打 | 被 本 塁 打 | 与 四 球 | 敬 遠 | 与 死 球 | 奪 三 振 | 暴 投 | ボ 丨 ク | 失 点 | 自 責 点 | 防 御 率 | W H I P |
| -------- | -------- | ----- | ----- | ----- | ----- | -------- | ----- | ----- | -------- | ----------- | ----- | ----- | -------- | -------- | ----------- | -------- | ----- | -------- | -------- | ----- | -------- | ----- | -------- | -------- | ------- |
| 2011     | TB       | 4     | 0     | 0     | 0     | 0        | 1     | 1     | 0        | 0           | .500  | 39    | 8.0      | 8        | 0           | 7        | 2     | 1        | 9        | 0     | 0        | 4     | 3        | 3.38     | 1.88    |
| 2013     | TB       | 39    | 0     | 0     | 0     | 0        | 4     | 2     | 0        | 5           | .667  | 226   | 58.0     | 32       | 1           | 20       | 1     | 3        | 62       | 1     | 0        | 12    | 11       | 1.71     | 0.90    |
| 2014     | SD       | 70    | 0     | 0     | 0     | 0        | 2     | 1     | 0        | 7           | .667  | 241   | 54.0     | 46       | 2           | 33       | 1     | 3        | 51       | 6     | 0        | 25    | 20       | 3.33     | 1.46    |
| 2015     | NYM      | 39    | 0     | 0     | 0     | 0        | 0     | 0     | 1        | 7           | ----  | 154   | 34.1     | 26       | 6           | 26       | 1     | 1        | 35       | 3     | 0        | 16    | 12       | 3.15     | 1.51    |
| MLB：4年 | MLB：4年 | 152   | 0     | 0     | 0     | 0        | 7     | 4     | 1        | 19          | .636  | 660   | 154.1    | 112      | 9           | 86       | 5     | 8        | 157      | 10    | 0        | 57    | 46       | 2.68     | 1.28    |

- 2016年度シーズン終了時

### 独立リーグでの投手成績
| 年 度    | 球 団    | 登 板 | 完 投 | 勝 利 | 敗 戦 | セ 丨 ブ | 勝 率 | 打 者 | 投 球 回 | 被 安 打 | 被 本 塁 打 | 与 四 球 | 与 死 球 | 奪 三 振 | 暴 投 | ボ 丨 ク | 失 点 | 自 責 点 | 防 御 率 | W H I P |
| -------- | -------- | ----- | ----- | ----- | ----- | -------- | ----- | ----- | -------- | -------- | ----------- | -------- | -------- | -------- | ----- | -------- | ----- | -------- | -------- | ------- |
| 2017     | 群馬     | 25    | 3     | 9     | 2     | 5        | .818  | 385   | 91.2     | 59       | 4           | 51       | 9        | 88       | 12    | 2        | 24    | 19       | 1.87     | 1.21    |
| 2018     | 群馬     | 23    | 5     | 15    | 4     | 0        | .789  | 685   | 157.0    | 133      | 10          | 89       | 6        | 190      | 7     | 1        | 75    | 62       | 3.55     | 1.41    |
| 2019     | 群馬     | 18    | 5     | 11    | 7     | 0        | .611  | 556   | 128.2    | 99       | 6           | 92       | 3        | 171      | 13    | 1        | 57    | 44       | 3.08     | 1.49    |
| 通算:3年 | 通算:3年 | 66    | 13    | 35    | 13    | 5        | .729  | 1626  | 377.1    | 291      | 20          | 232      | 18       | 449      | 32    | 4        | 156   | 125      | 2.98     | 1.39    |

- 2019年度シーズン終了時
- 各年度の太字はリーグ最高、赤太字はBCLにおける歴代最高

### 背番号
- 56（2011年、2013年）
- 45（2014年 - 同年途中）
- 54（2014年途中 - 2015年、2017年 - 2019年）

### 代表歴
- 2013 ワールド・ベースボール・クラシック・ベネズエラ代表